# Letras.mus.br

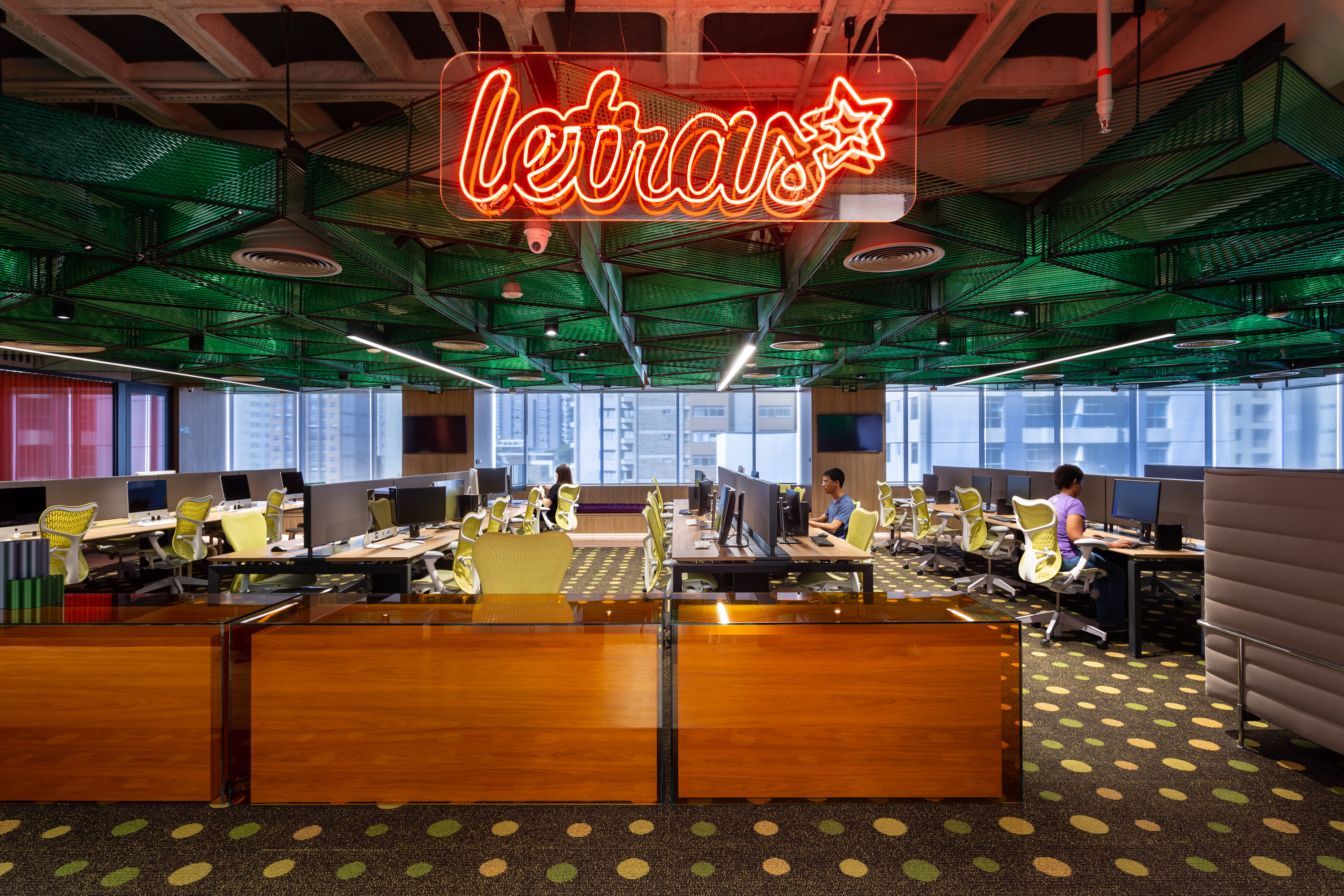
Sede do Letras.mus.br

Letras.mus.br é um site de letras de música colaborativo criado em 2003 pela Studio Sol, empresa responsável pelos sites Cifra Club, Palco MP3, Guitar Battle e outros. É o site de letras de música mais acessado no Brasil.
O site oferece letras de músicas, traduções, vídeo com legenda, fotos do artista, discografia, destaques com novidades diárias, notícias, top letras e artistas mais acessados e listas de reprodução. Todo o conteúdo é enviado por usuários e revisado por moderadores antes de ser publicado no site.

## Plugin Letras.mus.br
O  plugin do Letras.mus.br se integra aos players Spotify, Winamp e iTunes e exibe a letra da música que está tocando. Há opção para exibir a tradução, compartilhar em redes sociais, imprimir, visualizar fotos e vídeos e compartilhar as músicas no perfil no site.

## Versão América Latina
O site possui uma versão em espanhol voltada para o público da América Latina, o Letras.com.

## Versão Norte-Americana/Inglesa
Além da versão em espanhol, o site também investiu em uma versão na língua inglesa, voltado para o público da Norte-Americano/Inglês.

## Aplicativos
O Letras.mus.br tem aplicativos para iOS, Android, Windows Phone, Windows 8 e Nokia S40. O aplicativo mostra a letra das músicas que estão no aparelho, além de permitir buscar e ouvir qualquer música no site.
O aplicativo do Letras.mus.br para Windows 8 foi, dentre outros aplicativos produzidos pela Studio Sol, o vencedor do Prêmio Microsoft 2013 Partner of the Year Awards, em primeiro lugar na categoria Windows 8 App Developer para América Latina.